# Josep Torrella i Pineda
Josep Torrella i Pineda   (Sabadell, 30 de setembre de 1910 - Sabadell, 15 de juny de 2003) fou un escriptor, historiador i estudiós del cinema català.

## Biografia
Va treballar a l'Ajuntament de Sabadell durant la Segona República, quan hi havia Salvador Sarrà de regidor de Cultura. Va presidir la Fundació Bosch i Cardellach i va dirigir la revista Otro Cine. Feu col·laboracions a Diari de Sabadell, Destino, Revista Internacional del Cine, Cine Experimental i Estafeta Literària. Va publicar diverses monografies locals.

## Obres[2]
- L'espurna. Barcelona: Catalònia (1930). Novel·la
- Pobra ocelleta arraulida (1931), poema presentat als Jocs Florals de Barcelona[3]
- El cine amateur español (1950)
- 50 anys de la Fundació Bosch i Cardellach. Sabadell: Fundació Bosch i Cardellach (1995)
- Crónica y análisis del cine amateur español (1965)
- Una història de Sabadell per a tots. Sabadell: Amics de les Arts i de les Lletres (1981, quarta edició del 1989)
- Amb la ciutat a l'hora del record.Sabadell: Amics de les Arts i de les Lletres (1983). Autobiogràfic
- Garba de mal lligar. Sabadell: Amics de les Arts i de les Lletres (1985). Narrativa
- L'Anatema, premi de Teatre Ciutat d'Igualada el 1987
- Vida teatral sabadellenca. Sabadell: Amics de les Arts i de les Lletres (1988)
- Els 70 anys de la Mútua. Sabadell: Amics de les Arts i de les Lletres (1988)
- Rodatges de postguerra a Barcelona. Barcelona: Institut del Cinema Català (1991)
- Sabadell. Un segle de cinema. Sabadell: Amics de les Arts i de les Lletres (1996)

## Premis i reconeixements[2]
- Ciutat d'Igualada de teatre, 1987: L'anatema
- Ciutat de Sabadell, 1952: Mariagna o el desencantament
- Destino de reportatges, 1955: Siete siglos de dinastia rural
- Premi Sant Jordi de cinematografia a la millor revista especialitzada (1963)
- Premi Tenacitat, concedit per les Agrupacions Professionals Narcís Giralt de Sabadell (1994)[4]
- És membre numerari d'honor de la Fundació Bosch i Cardellach